# 외젠 루리에
외젠 루리에(프랑스어: Eugène Lourié, 1903년 4월 8일 ~ 1991년 5월 26일)는 프랑스의 영화 감독이다.

## 참여 작품
- 심해에서 온 괴물
- 고르고 (영화)